# Desmotersia levinae
Desmotersia levinae is een rondwormensoort uit de familie van de Selachinematidae. De wetenschappelijke naam van de soort is voor het eerst geldig gepubliceerd in 2009 door Neira & Decraemer.